# 武田一夫
武田 一夫（たけだ かずお、1934年7月23日 - ）は、日本の政治家、公明党衆議院議員（5期）。

## 略歴
宮城県玉造郡一栗村（のち岩出山町、現・大崎市）出身。1958年、東北大学教育学部卒。1960年、仙台経理専門学校及び仙台予備学校の各教諭となった。1964年に仙台育英高校の教諭となった後、1965年に聖教新聞記者となり、東北総支局に勤めた。
1972年の第33回衆議院議員総選挙宮城1区（5人区）、1974年の第10回参議院議員通常選挙宮城県選挙区に公明党から出馬し落選。1976年の第34回衆議院議員総選挙で初当選し、宮城県初の公明党の国会議員となった。以降、連続当選5回。
1986年、矢野絢也公明党委員長の下、農林水産局長に就任。
1990年の第39回衆議院議員総選挙に立候補せず、政界引退。この選挙では、宮城1区の公明党公認候補として、千葉国男が立候補し、落選した。

## 元秘書
- 笠原哲（元仙台市議会議員・公明党仙台市議団長）